# U 61 (U-Boot, 1939)
U 61 war ein U-Boot vom Typ II C, das im Zweiten Weltkrieg von der deutschen Kriegsmarine eingesetzt wurde.

## Geschichte
Der Auftrag für das Boot wurde am 21. Juli 1937 an die Deutschen Werke in Kiel vergeben. Die Kiellegung erfolgte am 1. Oktober 1938, der Stapellauf am 15. Juni 1939, die Indienststellung unter Oberleutnant zur See Jürgen Oesten am 12. August 1939.
Das Boot gehörte von seiner Indienststellung bis zum 31. Dezember 1939 als Ausbildungs- und Frontboot zur U-Flottille „Emsmann“ in Kiel. Bei der Neugliederung der U-Flottillen kam U 61 am 1. Januar 1940 zur 1. U-Flottille in Kiel. Nach seiner Zeit als Frontboot wurde es vom 15. November 1940 bis zum März 1945 als Schulboot in der 21. U-Flottille in Pillau eingesetzt. Es wurde schließlich am 5. Mai 1945 in Wilhelmshaven selbstversenkt.
U 61 unternahm zehn Feindfahrten, auf denen es sechs Schiffe mit einer Gesamttonnage von 20.754 BRT versenkte und ein Schiff mit 4.434 BRT beschädigte.

## Einsatzstatistik

### Erste Feindfahrt
Das Boot lief am 24. Oktober 1939 um 14:10 Uhr von Kiel aus und lief am 14. November 1939 um 13:48 Uhr wieder dort ein. Auf dieser 22 Tage dauernden Unternehmung in die Nordsee, wurden keine Schiffe versenkt oder beschädigt.

### Zweite Feindfahrt
Das Boot lief am 28. November 1939 um 1:00 Uhr von Kiel aus und lief am 3. Dezember 1939 in Wilhelmshaven ein. Auf dieser sechs Tage dauernden Minenunternehmung wurden neun TMB-Minen vor Newcastle gelegt, ein Schiff mit 1.086 BRT versenkt und ein Schiff mit 4.434 BRT beschädigt.
- 22. Dezember 1939: Beschädigung des britischen Dampfers Gryfevale mit 4.434 BRT. Der Dampfer wurde durch einen Minentreffer beschädigt. Das Schiff hatte 4.980 t Baumwollsamen, 2.050 t Ölkuchen sowie 250 t Reis geladen und befand sich auf dem Weg von Alexandria nach Leith.
- 21. Januar 1940: Versenkung des britischen Dampfers  Ferryhill (Lage) mit 1.086 BRT. Der Dampfer wurde durch einen Minentreffer versenkt. Er hatte 1.200 t Kohle geladen und befand sich auf dem Weg von Blyth nach Aberdeen. Es gab neun Tote und zwei Überlebende.

### Dritte Feindfahrt
Das Boot lief am 7. Dezember 1939 um 12:44 Uhr von Wilhelmshaven aus und lief am 18. Dezember 1939 um 0:51 Uhr in Kiel ein. Auf dieser elf Tage dauernden Minenunternehmung vor dem Firth of Forth wurden keine Schiffe versenkt oder beschädigt. Durch die widrigen Umstände konnten keine Minen gelegt werden.

### Vierte Feindfahrt
Das Boot lief am 15. Januar 1940 um 9:00 Uhr von Kiel aus und lief am 30. Januar 1940 um 0:30 Uhr in Wilhelmshaven ein. Auf dieser 16 Tage dauernden und zirka 1.900 sm über und 36 sm unter Wasser langen Unternehmung in die Nordsee und an der britischen Ostküste, wurde ein Schiff mit 2.434 BRT versenkt.
- 22. Januar 1940: Versenkung des norwegischen Dampfers Sydfold (Lage) mit 2.434 BRT. Der Dampfer wurde durch einen Torpedo versenkt. Er hatte unbekannte Ladung und war auf dem Weg von Kristiansand zum Tyne. Es gab fünf Tote und 19 Überlebende.

### Fünfte Feindfahrt
Das Boot lief am 12. Februar 1940 um 7:12 Uhr von Wilhelmshaven aus und lief am 27. Februar 1940 um 13:05 Uhr wieder dort ein. Auf dieser 16 Tage dauernden und zirka 1.800 sm über und 190 sm unter Wasser langen Unternehmung in die Nordsee, wurden zwei Schiffe mit 5.703 BRT versenkt.
- 18. Februar 1940: Versenkung des panamaischen Dampfers El Sonador mit 1.406 BRT. Der Dampfer wurde durch einen Torpedo versenkt. Er hatte 713 t Kohle geladen und war auf dem Weg von Methil nach Göteborg. Es war ein Totalverlust mit 17 Toten.
- 18. Februar 1940: Versenkung des norwegischen Dampfers Sangstad (Lage) mit 4.297 BRT. Der Dampfer wurde durch einen Torpedo versenkt. Er hatte Getreide geladen und befand sich auf dem Weg von Buenos Aires nach Stavanger. Es gab einen Toten.

Das Boot verlegte am 29. Februar 1940 von Wilhelmshaven nach Kiel, wo es am 1. März 1940 eintraf.

### Sechste Feindfahrt
Das Boot lief am 11. April 1940 um 22:45 Uhr zum Unternehmen Weserübung von Kiel aus und lief am 7. Mai 1940 um 16:15 Uhr wieder dort ein. Das Boot lief am 20. April 1940 um 16:45 Uhr zur Ergänzung in Bergen ein und lief am 23. April 1940 um 1:00 Uhr wieder aus. Auf dieser 15 Tage dauernden und zirka 2.600 sm über und 296 sm unter Wasser langen Unternehmung vor Norwegen, wurden keine Schiffe versenkt oder beschädigt.

### Siebente Feindfahrt
Das Boot lief am 6. Juni 1940 um 2:15 Uhr von Kiel aus und lief am 1. Juli 1940 um 5:50 Uhr in Bergen ein. Auf dieser 26 Tage dauernden Unternehmung im Nordatlantik und den Hebriden wurden keine Schiffe versenkt oder beschädigt.

### Achte Feindfahrt
Das Boot lief am 6. Juli 1940 um 21:00 Uhr von Bergen aus und lief am 25. Juli 1940 um 20:58 Uhr in Kiel ein. Auf dieser 20 Tage dauernden und 2.507 sm über und 272 sm unter Wasser langen Unternehmung in den Nordatlantik, dem North Minch und dem Nordkanal, wurden zwei Schiffe mit 11.531 BRT versenkt.
- 10. Juli 1940: Versenkung des niederländischen Dampfer Alwaki (Lage) mit 4.533 BRT. Der Dampfer wurde durch zwei G7e-Torpedos versenkt. Er fuhr in Ballast und war auf dem Weg nach Durban nach Kalkutta. Das Schiff gehörte zum Konvoi OA-180. Es gab keine Verluste und 51 Überlebende.
- 16. Juli 1940: Versenkung des britischen Tankers Scottish Minstrel (Lage) mit 6.998 BRT. Der Tanker wurde durch einen G7e-Torpedo versenkt. Es hatte 9.200 t Heizöl geladen und befand sich auf dem Weg von New York über Halifax nach London. Das Schiff gehörte zum Konvoi HX-55 mit 38 Schiffen. Es gab neun Tote und 32 Überlebende.

### Neunte Feindfahrt
Das Boot lief am 29. August 1940 um 6:12 Uhr von Kiel aus und lief am 15. September 1940 um 16:30 Uhr in Lorient ein. Das Boot lief am 1. September 1940 um 19:57 Uhr zur Ergänzung in Bergen ein und lief am 2. September 1940 um 19:00 Uhr wieder dort aus. Auf dieser 18 Tage dauernden und 2.725 sm über und 160 sm unter Wasser langen Unternehmung in den Nordatlantik, den Hebriden und dem Nordkanal, wurden keine Schiffe versenkt oder beschädigt.

### Zehnte Feindfahrt
Das Boot lief am 24. September 1940 um 10:30 Uhr von Lorient aus und lief am 10. Oktober 1940 um :.10 Uhr in Kiel ein. Das Boot lief am 6. Oktober 1940 um 16:50 Uhr zur Ergänzung in Bergen ein und lief am 7. Oktober 1940 um 18:38 Uhr wieder aus. Auf dieser 17 Tage dauernden und 2.484 sm über und 148 sm unter Wasser langen Unternehmung in den Nordatlantik, dem North Minch und der Nordsee, wurden keine Schiffe versenkt oder beschädigt.

## Verbleib
Das Boot wurde am 5. Mai 1945 in der Westkammer der IV. Einfahrt (Raederschleuse) in Wilhelmshaven gemäß dem lange bestehenden, allerdings von Großadmiral Dönitz noch am Abend des 4. Mai 1945 aufgehobenen Regenbogen-Befehl von seiner Besatzung selbstversenkt und nach Kriegsende verschrottet.